# Protocole contre le trafic illicite de migrants par terre, air et mer
Le Protocole contre le trafic illicite de migrants par terre, air et mer, additionnel à la Convention des Nations Unies contre la criminalité transnationale organisée, est adopté par l'Assemblée générale des Nations unies en l'an 2000. Il forme l'un des trois instruments de la Convention de Palerme, les deux autres étant le Protocole additionnel à la Convention des Nations Unies contre la criminalité transnationale organisée visant à prévenir, réprimer et punir la traite des personnes, en particulier des femmes et des enfants et le Protocole contre la fabrication et le trafic illicites d'armes à feu, de leurs pièces, éléments et munitions.
Le Protocole contre le trafic illicite de migrants entre en vigueur le 28 janvier 2004. En mai 2020, 112 pays en étaient signataires et 149 l'ont ratifié.

## Généralités
Ce protocole vise à protéger les droits des travailleurs migrants et à éroder le pouvoir et l'influence des groupes de crime organisé qui maltraitent les migrants. Le document insiste sur l'obligation de traiter les migrants avec humanité et d'instaurer des approches internationales et globales pour lutter contre le trafic illicite de personnes (ou trafic de migrants), y compris en réglant les causes socio-économiques qui sous-tendent les migrations.
Les États qui ont ratifié le protocole doivent s'assurer que le trafic de migrants est inscrit dans le droit pénal, conformément à ses dispositions et à celles figurant dans le protocole contre la criminalité transnationale organisée.
Compte tenu de l'attention politique portée au trafic illicite de personnes dans les années 2010, il peut sembler surprenant d'apprendre qu'un effort international concerté pour définir et réguler ce trafic ne remonte qu'aux années 1990. Cet effort a suivi une importante recrudescence des migrations irrégulières aux États-Unis et en Europe dans les années 1980 et 1990. Pour y remédier, les nations se sont concentrées sur les gens qui favorisent l'immigration illégale, plutôt que sur les migrants. Le cadre légal issu de ces réflexions est le Protocole contre le trafic illicite de migrants par terre, air et mer, qui complète l'instrument précédent, à savoir le protocole contre la criminalité transnationale organisée.
Le protocole sur le trafic illicite des personnes ne fournit pas un régime juridique exhaustif ; au contraire, il s'inscrit dans un « réseau dense de droits, d'obligations et de responsabilités qui ne reposent pas seulement sur le protocole et la convention de Palerme mais aussi sur le droit de la mer, les droits de l'homme et le droit des réfugiés ».
Contrairement à la traite des êtres humains, le trafic illicite de personnes est une transaction consentie entre le client et le passeur : il s'agit d'un accord contractuel qui s'achève en général quand le migrant parvient à destination. Néanmoins, les procédés du trafic de personnes peuvent se dégrader au point de constituer, au mieux, des atteintes extrêmes aux droits de l'homme, car les migrants transportés peuvent être victimes de menaces, de maltraitance, d'exploitation, de torture et même de meurtre aux mains des trafiquants.